# Amoucha
Amoucha (în arabă عموشة) este o comună din provincia Sétif, Algeria.
Populația comunei este de 22.767 de locuitori (2008).